# Октябрь (Жлобинский район)
Октябрь (бел. Акцябр; Октябрьск, до 1936 года — Бухарино) — деревня в Жлобинском районе Гомельской области Беларуси. Административный центр Октябрьского сельсовета.

## География

### Расположение
В 7 км на юг от районного центра и железнодорожной станции Жлобин (на линии Бобруйск — Гомель), 90 км от Гомеля.

## Гидрография
На юге и востоке сеть мелиоративных каналов.

## Транспортная сеть
На автомобильной дороге Жлобин — Стрешин. Планировка состоит из криволинейной меридиональной улицы, параллельно ей на юге проходит короткая улица. Застройка двусторонняя, деревянная, усадебного типа. В 1986 году построен 81 дом коттеджного типа, в которых разместились переселенцы из загрязнённых радиацией мест после катастрофы на Чернобыльской АЭС.

## История
Обнаруженное археологами городище VI—II тысячелетий до н. э. (в 3 км на юго-запад от деревни) свидетельствует о заселении этих мест с давних времён. Согласно письменным источникам известна с XVIII века как хутор в Речицкого повета Минского воеводства Великого княжества Литовского. После 1-го раздела Речи Посполитой (1772 год) в составе Российской империи. В 1858 году владение князя Л. М. Голицына. С 1880 года действовал хлебозапасный магазин. Согласно переписи 1897 года находились школа грамоты, 2 ветряные мельницы. В 1909 году 1284 десятины земли, в Стрешинской волости Рогачёвского уезда Могилёвской губернии.
С 20 августа 1924 года центр Октябрьского сельсовета Жлобинского района Бобруйского (до 26 июля 1930 года) округа, с 20 февраля 1938 года Гомельской области. В 1929 году создан колхоз. Во время Великой Отечественной войны в январе 1944 года оккупанты сожгли 166 дворов и убили 64 жителя. В боях около деревни погибли 145 советских солдат и 2 партизана (похоронены в братской могиле в центре деревни). 45 жителей погибли на фронтах и в партизанской борьбе. Согласно переписи 1959 года центр колхоза «Октябрь». Находятся Дом культуры, отделение связи, 9-летняя школа, библиотека, фельдшерско-акушерский пункт, детский сад.

## Население

### Численность
- 2004 год — 274 хозяйства, 633 жителя.

### Динамика
- 1858 год — 47 дворов, 321 житель.
- 1897 год — 97 дворов, 528 жителей (согласно переписи).
- 1909 год — 103 двора, 897 жителей.
- 1925 год — 127 дворов.
- 1940 год — 170 дворов, 470 жителей.
- 1959 год — 594 жителя (согласно переписи).
- 2004 год — 274 хозяйства, 633 жителя.

## Культура
- Дом культуры
- Музей ГУО "Октябрьская базовая школа Жлобинского района"

## Достопримечательность
- Памятник, установленный в 1958 году на  братской могиле, в которой  похоронено 175 воинов 130 стрелковой дивизии 48 Армии 39-го, 431-го, 470-го, 664-го стрелковых полков, погибших при освобождении района от немецко-фашистских захватчиков в Великой Отечественной войне.
- Жанровая скульптура трудящихся Советского Союза

## Известные уроженцы
- С. Г. Овсянников (1922—1983) — белорусский учёный-экономист. Доктор экономических наук, профессор. Заслуженный экономист БССР. Представитель белорусской экономической школы бухгалтерского учёта.[2]